# Lasse Strömstedt
Folke Lars-Olov (Lasse) Strömstedt (* 23. Mai 1935 in Gävle; † 4. Juli 2009 in Gränna) war ein schwedischer Schriftsteller und Schauspieler.

## Leben
Strömstedts Vater war Hafenarbeiter, seine Mutter Hausfrau und er wuchs in geordneten familiären Verhältnissen auf. Trotzdem wurde der siebzehnjährige Strömstedt im Sommer 1952 wegen wiederholten Einbruchs, Laden- und Autodiebstahls zu achtzehn Monaten Gefängnis verurteilt. Er blieb kriminell und verbrachte vier von acht weiteren Gefängnisjahren im Zentralgefängnis Långholmen. Bis 1971 wurde seine Tätigkeit als Gelegenheitsarbeiter von zusätzlichen Gefängnisaufenthalten unterbrochen. 
Nach 1971 veränderte er sein Leben und wurde Schriftsteller, Debatteur und Schauspieler. 
1974 kam der Durchbruch, als er zusammen mit dem Journalisten Christer Dahl den Roman Grundbulten unter dem Pseudonym Kennet Ahl veröffentlichte. Es handelt sich dabei um eine galgenhumoristische Erzählung, die das Dasein in der Justizvollzugsanstalt Hall südöstlich von Södertälje und Stockholms Drogenvierteln schildert. Strömstedt verfasste aber auch einige eigene Bücher und zeigte großes Engagement im Kampf gegen Kriminalität und Drogen. Er machte auch Karriere als Schauspieler und wirkte unter anderem in Staffan Hildebrands Film G – som i gemenskap sowie in Pelle Berglunds Fernsehserie Dubbelsvindlarna mit.
Strömstedt war von 1986 bis 2001 mit der Sängerin und Schriftstellerin Ann-Christine Bärnsten verheiratet.

## Werke

### Unter dem Pseudonym Kennet Ahl
- Grundbulten, 1974
- Lyftet, 1976 (verfilmt 1978)
- En dag på polisskolan,  1978
- Storfräsarna, 1979
- Högriskbegravning, 2006

### Autobiografische Schilderungen
- Gå i fängelse, 1981
- I fängelse,  1982
- Sanningens minut, 1984
- Fånge 981, 2003

### Filme
- Mannen som gick upp i rök, 1980
- Dubbelsvindlarna, 1982 (Fernsehserie)
- G - som i gemenskap, 1983